# Ruprecht I. (Laurenburg)
Ruprecht I. von Laurenburg († vor 13. Mai 1154) war Graf von Laurenburg und ist einer der Vorfahren des Hauses Nassau.

## Leben

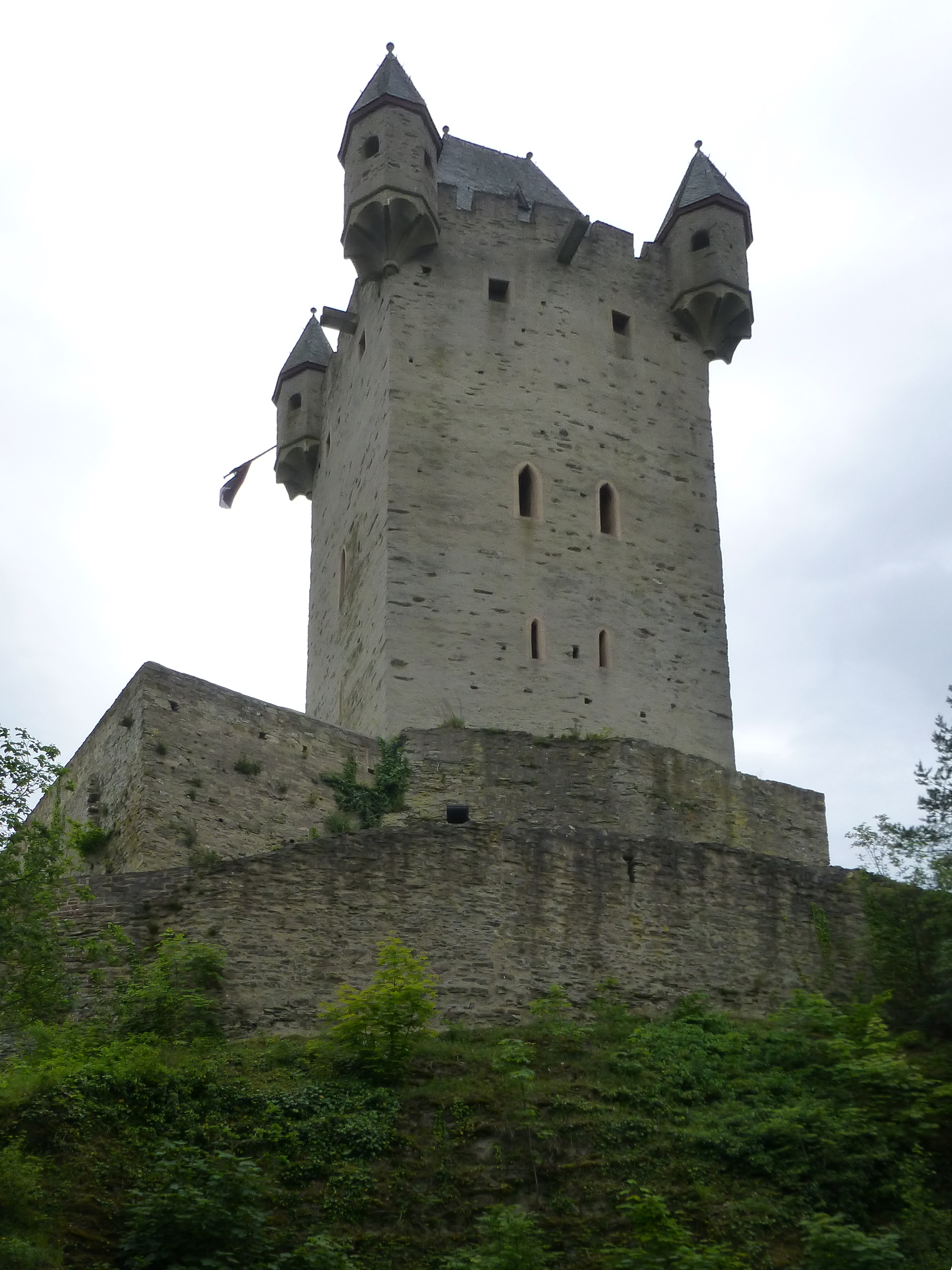
Die Burg Nassau

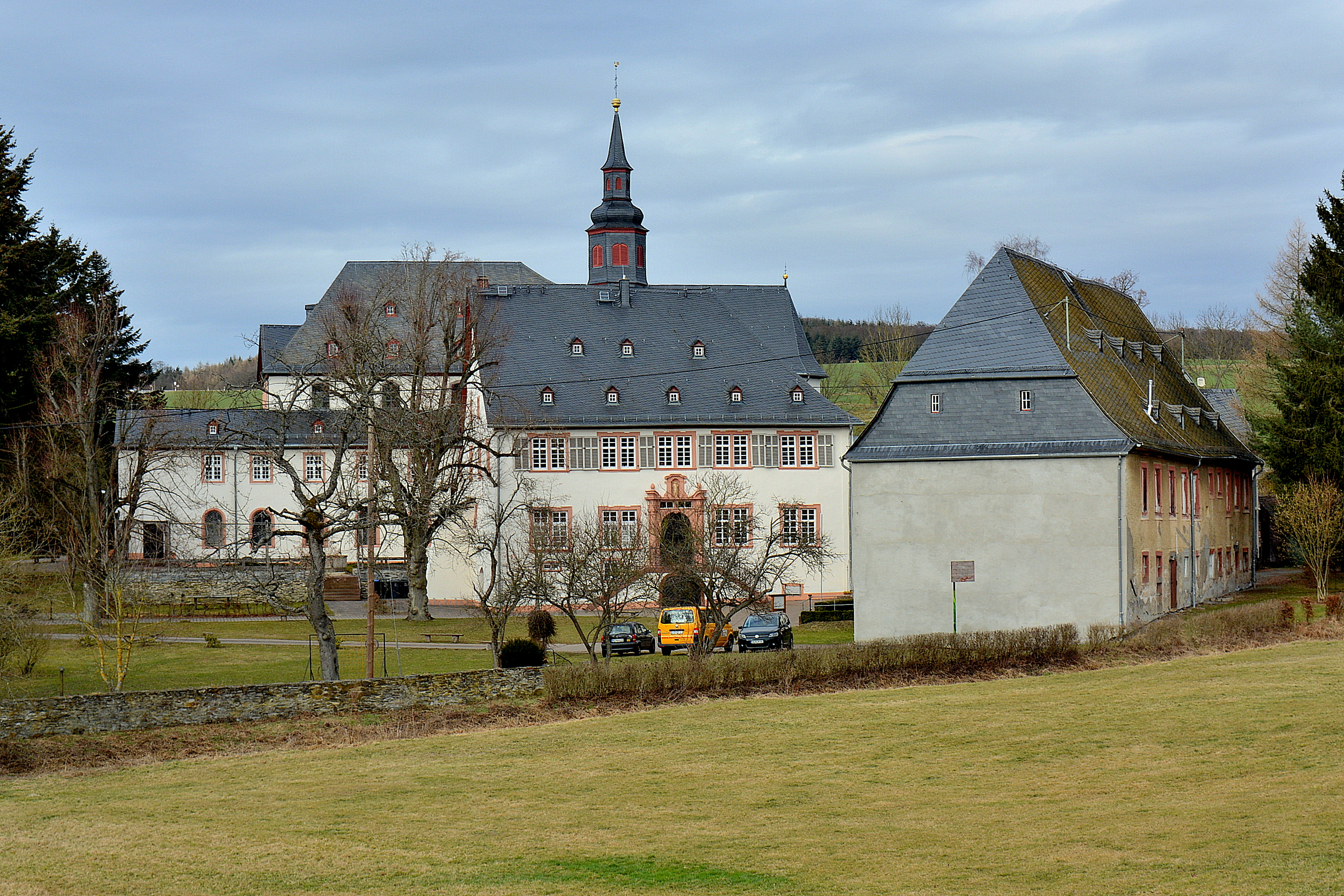
Kloster Schönau

Ruprecht war ein Sohn von Dudo von Laurenburg und der vierten von sieben Töchtern des Grafen Ludwig I. von Arnstein, möglicherweise hieß sie Irmgardis oder Demudis. Ruprecht wird zwischen 1124 und 1152 als Graf von Laurenburg erwähnt. Vermutlich regierte er mit seinem Bruder Arnold I.
Ruprecht und Arnold erbauten um 1120 die Burg Nassau. Ruprecht gründete Kloster Schönau und weihte es 1132 dem Erzbischof von Mainz. Er wird 1132 als Herr von Miehlen erwähnt.
1124 wurde Ruprecht Vogt der Herrschaft Weilburg, die er vom Hochstift Worms zu Lehen nahm. Nach Idstein 1122 gehörte Weilburg fortan zu den Nassauer Lehen. Ruprecht konnte dadurch den Besitzstand seines Hauses entscheidend erweitern.
Ruprecht wird öfter an Hoftagen und auf Reichstagen des Konrad III. genannt, so Weihnachten 1146 in Speyer, wo Bernhard von Clairvaux den Kreuzzug predigte. Vielfach erscheint er als Zeuge in Kaiserurkunden.
Ruprecht war wenig glücklich in der Führung des Streites seines Hauses mit dem Hochstift Worms wegen der Hoheit über die Burg Nassau; er unterlag, durch Papst Eugen III. excommunicirt, in diesem Streite und starb im Banne.

## Nachkommen
Ruprecht heiratete vor 1135, möglicherweise um 1125, Beatrix von Limburg, Tochter des Herzogs Walram III. von Nieder-Lothringen. Mit ihr hatte er die Kinder:
1. Arnold II. († 1158/1159), erwähnt als Graf von Laurenburg 1151–1158.
2. Ruprecht II. († um 1159), erwähnt als Graf von Laurenburg 1154–1158.

In einer Urkunde aus dem Jahr 1148 wird ein gewisser Gerhard von Laurenburg erwähnt, der möglicherweise ein jüngerer Sohn von Ruprecht I. war, dessen Verwandtschaft jedoch aus keiner Urkunde hervorgeht. Für diesen Gerhard ist keine Ehe erwähnt.